# Volta ao País Basco de 1925
A II Volta ao País Basco, disputada entre 6 de agosto e 9 de agosto de 1925, estava dividida em 3 etapas para um total de 670 km.
Para esta primeira edição inscreveram-se 85 ciclistas, dos que finalmente participaram 66 e finalizaram a prova 37 deles.
O vencedor final foi o ciclista belga Auguste Verdyck.

## Passos prévios
Depois do tremendo sucesso da primeira Volta ao País Basco, o Excelsior não duvidou em começar a trabalhar na segunda edição. Nela se fez uma pequena modificação do percurso da primeira etapa, que depois de passar por Alsasua, em vez de ir diretos a Pamplona se ia passar por Estella, subindo ao Alto de Lizarraga, a fim de endurecer o final da etapa.
O sucesso da primeira edição fez que o jornal parisino L"Auto a incluísse no calendário internacional de grandes provas ciclistas. Isto era um avanço importantíssimo. Ao mesmo tempo estava o reconhecimento unânime de que a Volta ao País Basco era a corrida ideal de fundo, sem chegar aos supremos e heroicos esforços do Tour ou do Giro. Por todo isso, a lista de participantes reuniu talvez do ciclismo internacional.
Apresentaram-se na linha de saída Ottavio Bottecchia, Lucien Buysse, Albert Dejonghe, Auguste Verdyck, Felix Sellier, Adelin Benoit, Jules Buysse, Eugene Christophe e Louis Mottiat entre outros. Estes tinham sido, dias antes no Tour de France, os 1.º, 2.º, 5.º, 8.º, 9.º, 12.º, 15.º, 18.º e 31.º do geral final.
Entre os "nacionais" a luta previa-se importante entre os catalães Jaime Janer, Miguel Mucio e Teodoro Monteys e, os bascos Domingo Gutiérrez e Ricardo Montero.

## Desenvolvimento da prova

### 1.ª etapa: Bilbao-Pamplona
- Itinerário: Bilbau, Sodupe, Okondo, Laudio, Orduña, Alto de Unza (La Barrerilla), Munguía , Vitoria-Gasteiz (controle de assinatura e abastecimento), Salvatierra, Alsasua, Echarri-Aranaz, Lizarraga, Alto de Lizarraga, Estella (controle de assinatura e abastecimento), Ponte a Rainha, Alto de Legarda e Pamplona.
Na primeira parte da etapa, até Vitoria, foram os estrangeiros os que avivaram o ritmo, tentando aproveitar o furo de Ottavio Bottecchia, conquanto finalmente todos se reagruparam fruto do trabalho dos colegas de equipa do italiano. Uma vez no Alto da Barrerilla foi o próprio Bottecchia quem lançou-se ao ataque, sendo seguido unicamente por Ricardo Montero, conquanto a distância que obtiveram foi escassa.
A Vitoria chegou um pelotão reagrupado de 35 corredores. Assim que de divisou o Alto de Lizarraga, foi novamente Bottecchia quem selecciona o grupo que chegou à meta de Pamplona. O sprint ganhou-o Joseph Pe. A etapa foi dura, prova disso foram os dezasseis abandonos que se produziram ao longo da etapa.

### 2.ª etapa: Pamplona-San Sebastián
- Itinerário: Pamplona, Aoiz, Roncesvale, Arnegi, San Juan de Pie de Puerto, Osquich, Maule (controle de assinatura e abastecimento), Hasparren, Baiona (controle), Saint-Jean-de-Luz e San Sebastián.
A etapa iniciou-se com a notícia do abandono de Bottecchia, que tinha que cumprir com um compromisso em Parma que lhe supunha fortes benefícios económicos. O excessivo calor fez estragos nos corredores e neutralizou totalmente a etapa. Na ascensão ao cume de Osquich animou-se um pouco a marcha, sendo Verdyck o mais agressivo, coroando em primeiro lugar, seguido de Pe e Montero.
Na descida renasceu a calma e por Donapaleu ia um pelotão de dezoito. Sem mais incidências chegou-se a Baiona (último controle da etapa), onde se viveu o único momento emocionante. Aproveitando o controle de abastecimento, escaparam-se Dejonghe e Van de Casteele e cedo puseram metros de vantagem sobre os perseguidores, que demoraram em se organizar. Mas na passagem por Biarritz, atravessou-se-lhes um auto e com a traseira atirou a um deles, que arrastou ao outro. A queda foi alarmante, mas por fortuna não teve consequências, salvo alguns arranhões. O que ocorreu é que foram caçados imediatamente pelo grupo do que atiravam os Alcyon e os Automoto.
Finalmente apresentaram-se catorze corredores no sprint final. Na magnífica reta do Kursaal donostiarra impôs-se Felix Sellier. Entre os abandonos desta caloroso etapa destacaram os de Lucien Buysse, Souchard e Vermandel.

### 3.ª etapa: San Sebastián-Bilbao
- Itinerario: San Sebastián, Alto de Itziar, Deva, Lequeitio (controle), Alto de Ereño, Artega, Guernica, Bermeo (controle), Alto de Sollube, Munguía, Alto de Andraka, Plencia (controle), Algorta e Bilbau.
Saíram 37 corredores para enfrentar a última etapa, iniciou-se com bom ritmo, mas sem que o pelotão se disgregara até Deva, onde o terreno de contínuos trechos fez que se formassem três grupos que se reagruparamn um pouco antes de Lequeitio. Até que se chegou ao pé de Sollube, onde se rompeu definitivamente a corrida.
O primeiro grupo estava formado por Dejonghe, Dossche, Van de Casteele, Pe, Bidot, Verdyck e o local Cesáreo Sarduy. Primeiro atacou Pe, mas em seguida Verdyck saiu em seu procura e o rebaixou coroando Sollube com 50 s sobre Pe e 2' sobre Dossche.
O descida foi vertiginoso até Munguía e já no plano começaram a aumentar progressivamente as diferenças, assim até Plencia, onde Verdyck levava 5' de vantagem. O resto da etapa foi um caminho triunfal até Bilbao, levando-se Auguste Verdyck a etapa e a II Volta ao País Basco. Ricardo Montero teve-se que conformar com ser o primeiro dos "nacionais" ao ficar em décima-quarta posição.

## Etapas
| Etapa     | Data     | Percurso                 | km  | Vencedor da Etapa | Líder da geral  |
| --------- | -------- | ------------------------ | --- | ----------------- | --------------- |
| 1.ª etapa | 06/08/25 | Bilbau - Pamplona        | 227 | Joseph Pe         | Joseph Pe       |
| 2.ª etapa | 07/08/25 | Pamplona - San Sebastián | 270 | Felix Sellier     | Joseph Pe       |
| 3.ª etapa | 09/08/25 | San Sebastián - Bilbao   | 173 | Auguste Verdyck   | Auguste Verdyck |

## Classificações
| \| 1. \| Auguste Verdyck \| Bélgica \| 24h 50' 34s \| \| 2. \| Joseph Pe \| Bélgica \| a 5' 33s \| \| 3. \| Marcel Bidot \| França \| a 9' 40s \| \| 4. \| Albert Dejonghe \| Bélgica \| a 12' 46s \| \| 5. \| Adelin Benoit \| Bélgica \| a 15' 07s \| \| 6. \| Camille Van de Casteele \| Bélgica \| a 26' 38s \| \| 7. \| Aime Dossche \| Bélgica \| a 29' 00s \| \| 8. \| Louis Mottiat \| Bélgica \| a 30' 14s \| \| 9. \| Jules Matton \| Bélgica \| a 30' 40s \| \| 10. \| Jules Buysse \| Bélgica \| a 30' 48s \| |                         |         |             |
| 1. | Auguste Verdyck         | Bélgica | 24h 50' 34s |
| 2. | Joseph Pe               | Bélgica | a 5' 33s    |
| 3. | Marcel Bidot            | França  | a 9' 40s    |
| 4. | Albert Dejonghe         | Bélgica | a 12' 46s   |
| 5. | Adelin Benoit           | Bélgica | a 15' 07s   |
| 6. | Camille Van de Casteele | Bélgica | a 26' 38s   |
| 7. | Aime Dossche            | Bélgica | a 29' 00s   |
| 8. | Louis Mottiat           | Bélgica | a 30' 14s   |
| 9. | Jules Matton            | Bélgica | a 30' 40s   |
| 10. | Jules Buysse            | Bélgica | a 30' 48s   |

| \| 1. \| Ricardo Montero \| Real União de Irún \| 25h 37' 32s \| \| 2. \| Juan De Juan \| Dollar \| a 25' 16s \| \| 3. \| Félix Pérez Ecenarro \| Real União de Irún \| a 42' 08s \| \| 4. \| Remigio Loroño \| Erandio Clube \| a 54' 31s \| \| 5. \| Victorino Otero \| Gimnástica de Torrelavega \| a 56' 24s \| \| 6. \| Jaime Janer \| Arenas Clube \| a 1h 10' 05s \| \| 7. \| José Trueba \| Independente \| a 1h 20' 41s \| \| 8. \| Miguel García \| Clube Cañista de Madri \| a 1h 29' 03s \| \| 9. \| Ángel Castro \| Custa \| a 1h 31' 47s \| \| 10. \| Cesáreo Sarduy \| Athletic Clube \| a 1h 36' 40s \| |                      |                           |              |
| 1. | Ricardo Montero      | Real União de Irún        | 25h 37' 32s  |
| 2. | Juan De Juan         | Dollar                    | a 25' 16s    |
| 3. | Félix Pérez Ecenarro | Real União de Irún        | a 42' 08s    |
| 4. | Remigio Loroño       | Erandio Clube             | a 54' 31s    |
| 5. | Victorino Otero      | Gimnástica de Torrelavega | a 56' 24s    |
| 6. | Jaime Janer          | Arenas Clube              | a 1h 10' 05s |
| 7. | José Trueba          | Independente              | a 1h 20' 41s |
| 8. | Miguel García        | Clube Cañista de Madri    | a 1h 29' 03s |
| 9. | Ángel Castro         | Custa                     | a 1h 31' 47s |
| 10. | Cesáreo Sarduy       | Athletic Clube            | a 1h 36' 40s |